# Dłubnia (Kraków)

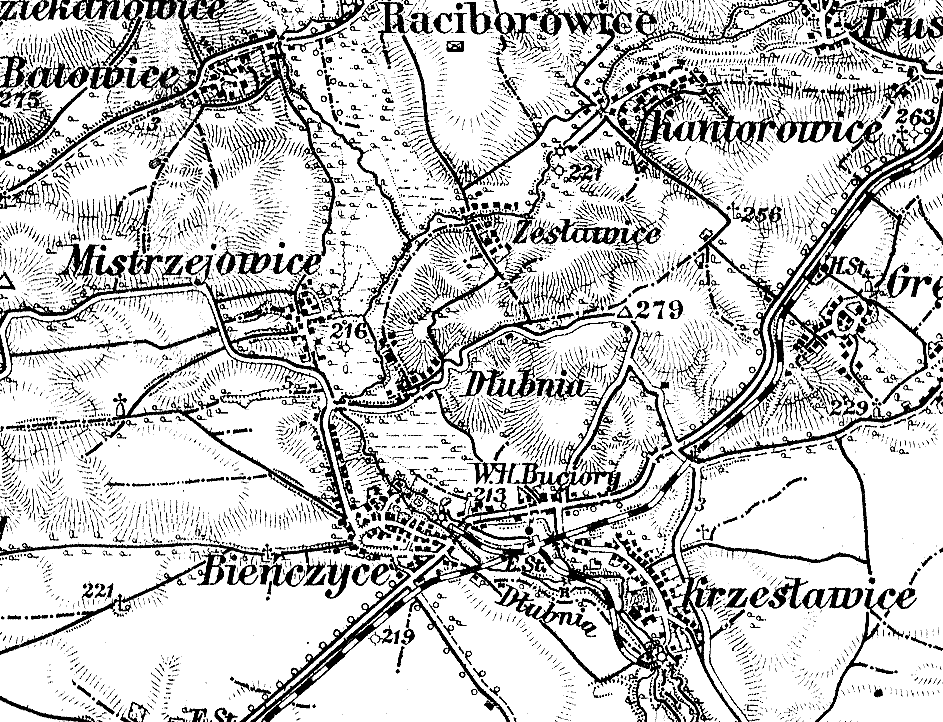
Dłubnia na mapie z 1914 roku

Dłubnia – osiedle w Krakowie wchodzące w skład Dzielnicy XVII Wzgórza Krzesławickie. Dawniej wieś podkrakowska.

## Historia
Dłubnia była niewielką wsią zlokalizowaną w dolinie rzeki Dłubni, na lewym jej brzegu, niecałe 8 km na północny wschód od centrum Krakowa. W 1914 roku w ramach przygotowań Twierdzy Kraków do oblężenia, zabudowania Dłubni zostały co najmniej częściowo rozebrane, a ludność przesiedlona. Przez pewien czas w XX wieku Dłubnia była przysiółkiem Zesławic. W latach 30. XX wieku liczyła 25 domów.
W 1951 roku Dłubnia została włączona do Krakowa jako część LXI dzielnicy katastralnej Zesławice. W latach 50. XX wieku nasyp nowo budowanej linii kolejowej nr 95 podzielił dawną wieś na dwie części. Po II wojnie światowej w wyniku wywłaszczeń z gruntów rolnych i rosnącej urbanizacji najbliższej okolicy związanej z budową nowej zabudowy mieszkaniowej, głównie jednorodzinnej - Osiedle Na Stoku, nastąpiło gwałtowne odejście od tradycyjnego, rolniczego gospodarowania.
Historyczna zabudowa dawnej wsi znajduje się wzdłuż ulic Petőfiego, Zakładowej i Zesławickiej oraz po północnej stronie ulicy Łowińskiego. Obecnie ze starej zabudowy wsi pozostały pojedyncze obiekty, np. duży dom mieszkalny przy ulicy Petőfiego 1, prawdopodobnie wybudowany bezpośrednio po zakończeniu I wojny światowej.
Od nazwy wsi pochodzi nazwa wybudowanego w latach 90. XIX wieku na pobliskim wzgórzu fortu pancernego „Dłubnia” (nr 49a). Wcześniej, na wzgórzu nad Dłubnią znajdował się niezachowany do dziś szaniec piechoty IS-VI-1.